# Pediacus andrewsi
Pediacus andrewsi är en skalbaggsart som beskrevs av Thomas 2004. Pediacus andrewsi ingår i släktet Pediacus och familjen plattbaggar. Inga underarter finns listade i Catalogue of Life.